# Сенат Экваториальной Гвинеи
Сенат (исп. Senado) является верхней палатой парламента Экваториальной Гвинеи.

## История
Сенат был создан после конституционных реформ, утверждённых на референдуме в 2011 году и вступивших в силу в феврале 2012 года. Первые выборы прошли в мае 2013 года.

## Состав
Сенат состоит из 74 членов (сенаторов), из которых 55 избираются, а 19 назначаются президентом.